# ریحانه سلطان
ریحانه سلطان (انگلیسی: Rehana Sultan؛ زادهٔ ۱۹ نوامبر ۱۹۵۰) هنرپیشه اهل هند است.
از فیلم‌ها یا برنامه‌های تلویزیونی که وی در آن نقش داشته‌است می‌توان به در زدن، کبوتر بزرگ، نخ‌های باریک و کوه عشق اشاره کرد. وی در سال ۱۹۷۰ برنده جایزه ملی فیلم بهترین بازیگر زن شده‌است. 